# تشارلز ستون الثالث
تشارلز ستون الثالث (بالإنجليزية: Charles Stone III)‏ هو مخرج أمريكي، ولد في 1966 في فيلادلفيا في الولايات المتحدة.

## وصلات خارجية
- تشارلز ستون الثالث على موقع IMDb (الإنجليزية)
- تشارلز ستون الثالث على موقع ألو سيني (الفرنسية)
- تشارلز ستون الثالث على موقع أول موفي (الإنجليزية)
- تشارلز ستون الثالث على موقع بوكس أوفيس موجو (الإنجليزية)
- تشارلز ستون الثالث على موقع قاعدة بيانات الأفلام السويدية (السويدية)
- تشارلز ستون الثالث على موقع قاعدة بيانات الفيلم (الإنجليزية)
- تشارلز ستون الثالث على موقع كينوبويسك (الروسية)